# کیل (ویسکانسین)
کیل، ویسکانسین  (به انگلیسی: Kiel) شهری در شهرستان کلومت مینتوواک ایالت ویسکانسین است که در سال ۱۹۲۰ بنیان‌گذاری شده‌است. این شهر طبق سرشماری سال ۲۰۱۰ میلادی ۳٬۷۳۸ نفر جمعیت داشته‌است.

## نگارخانه

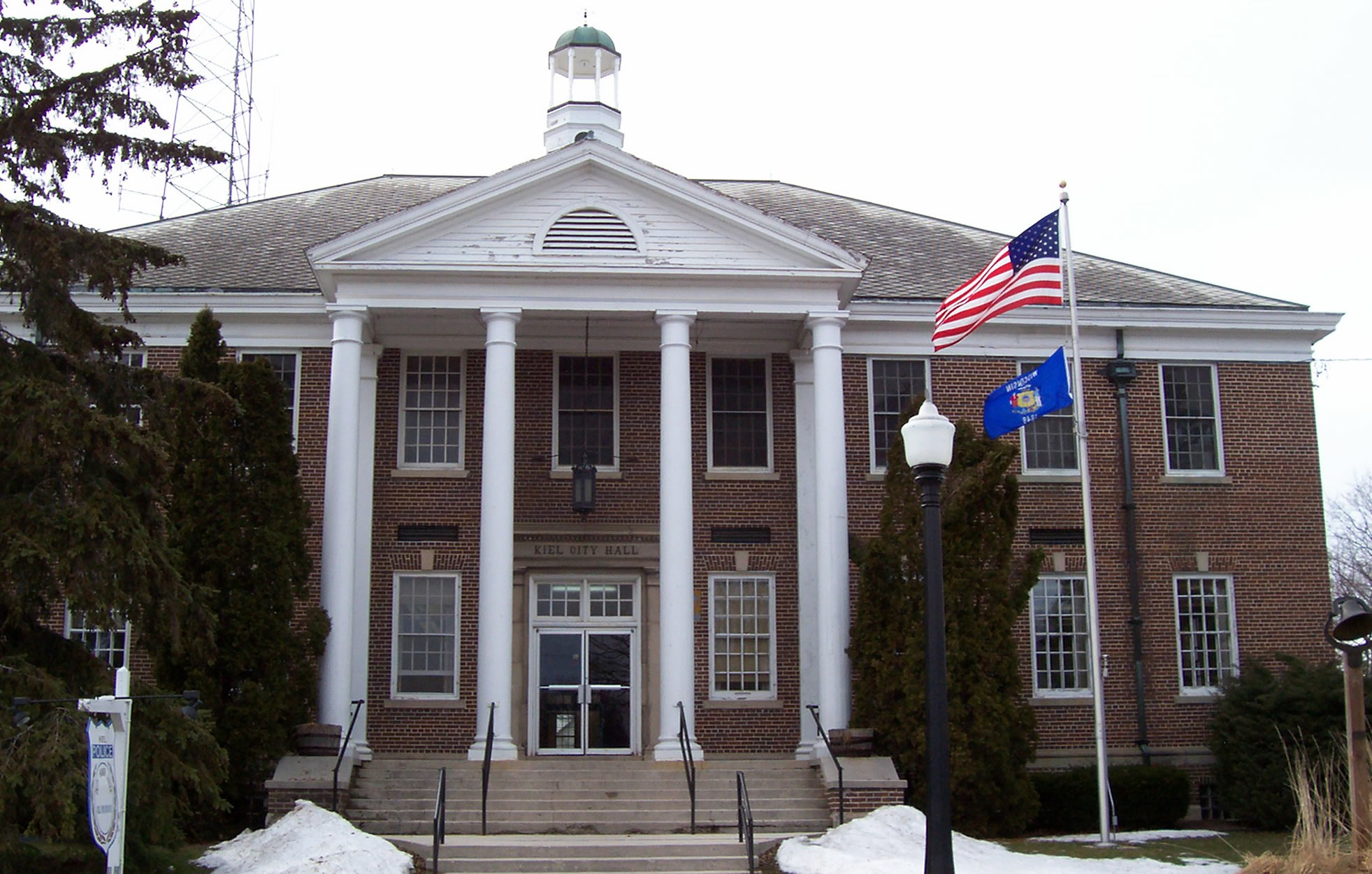
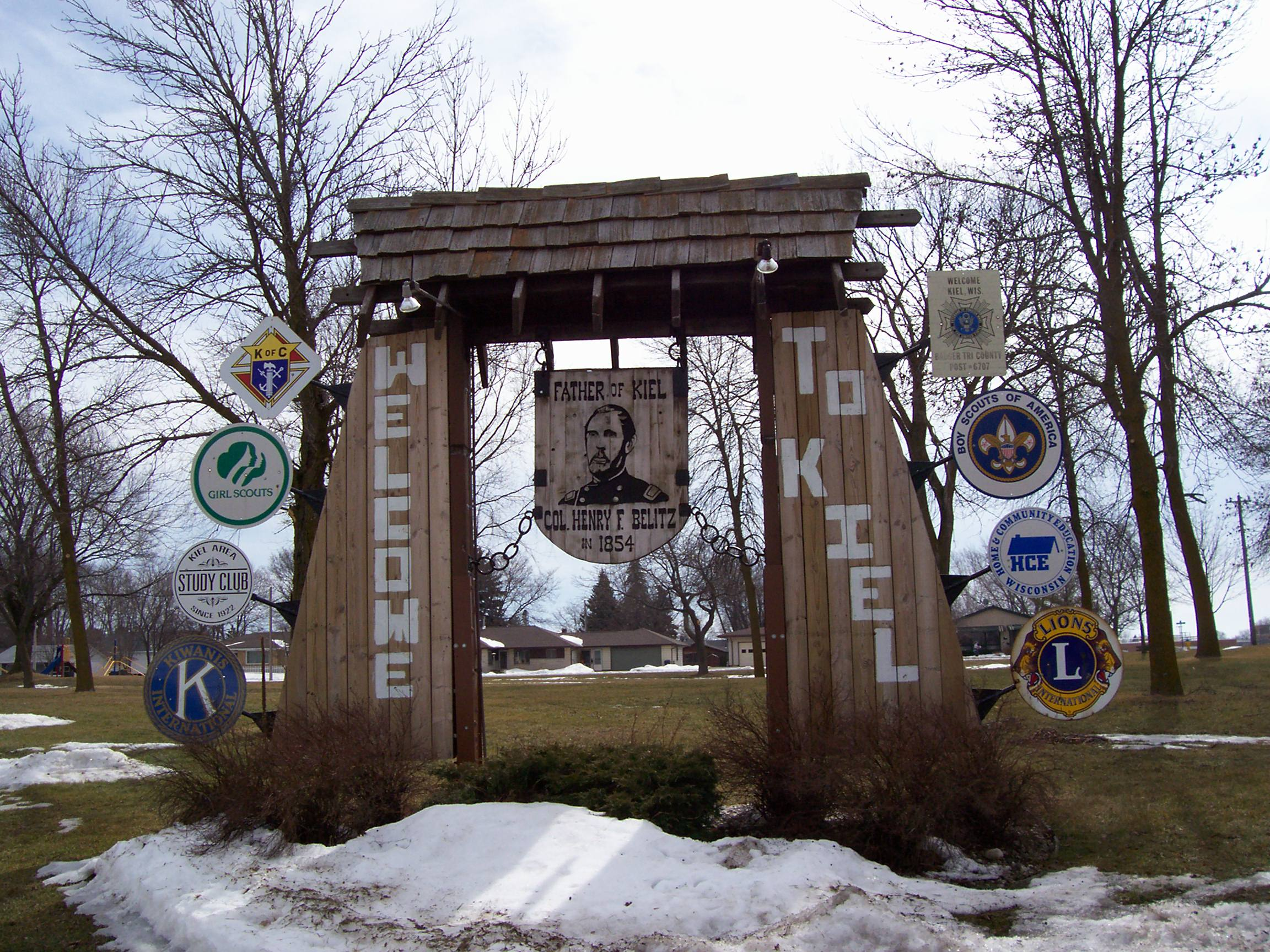
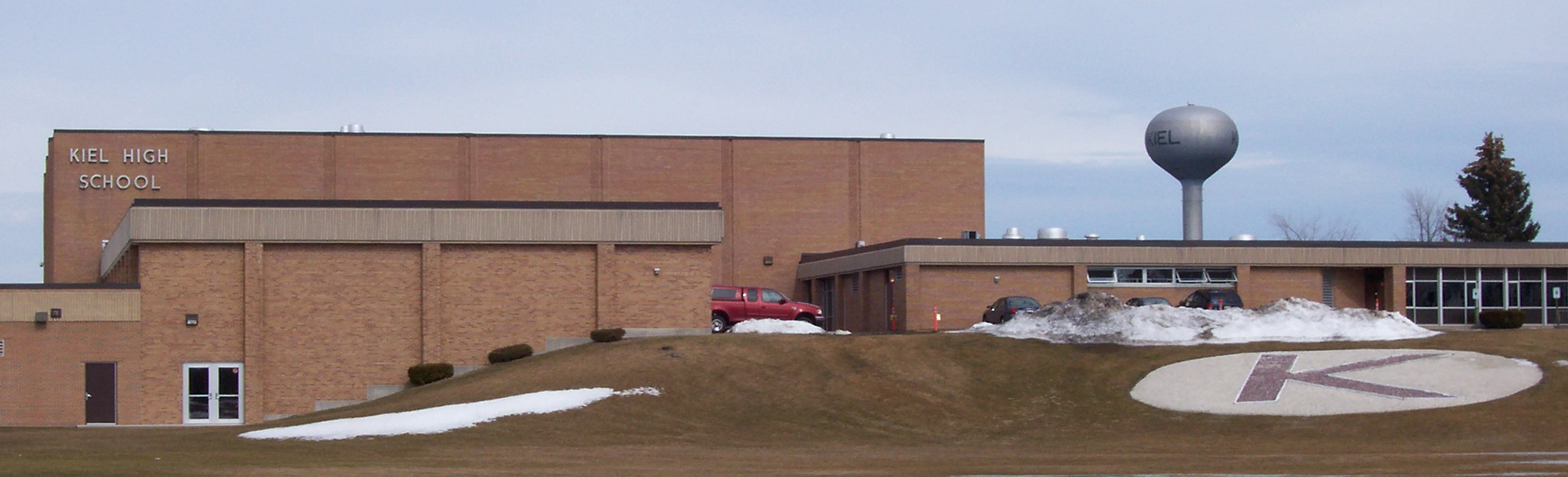
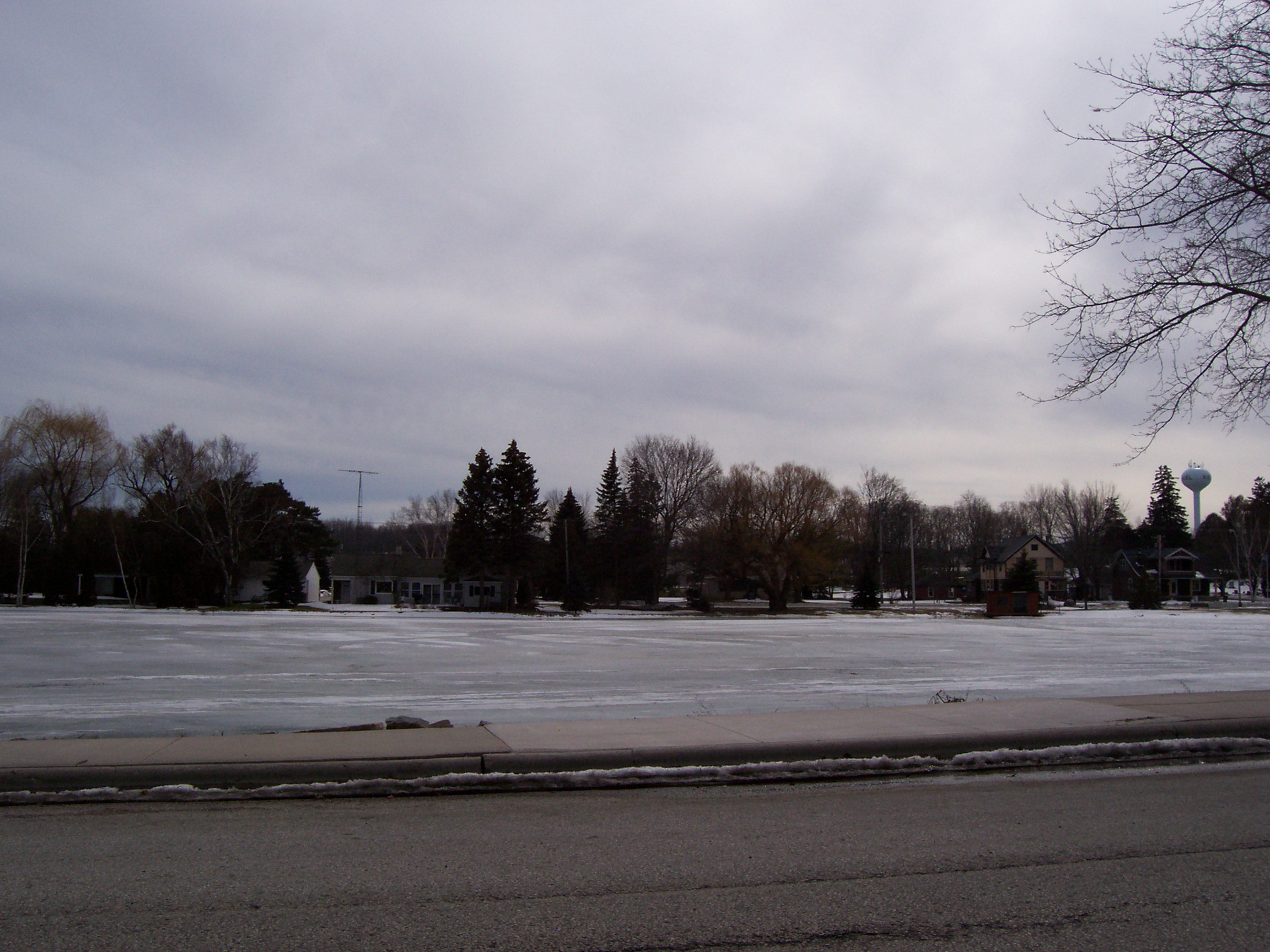
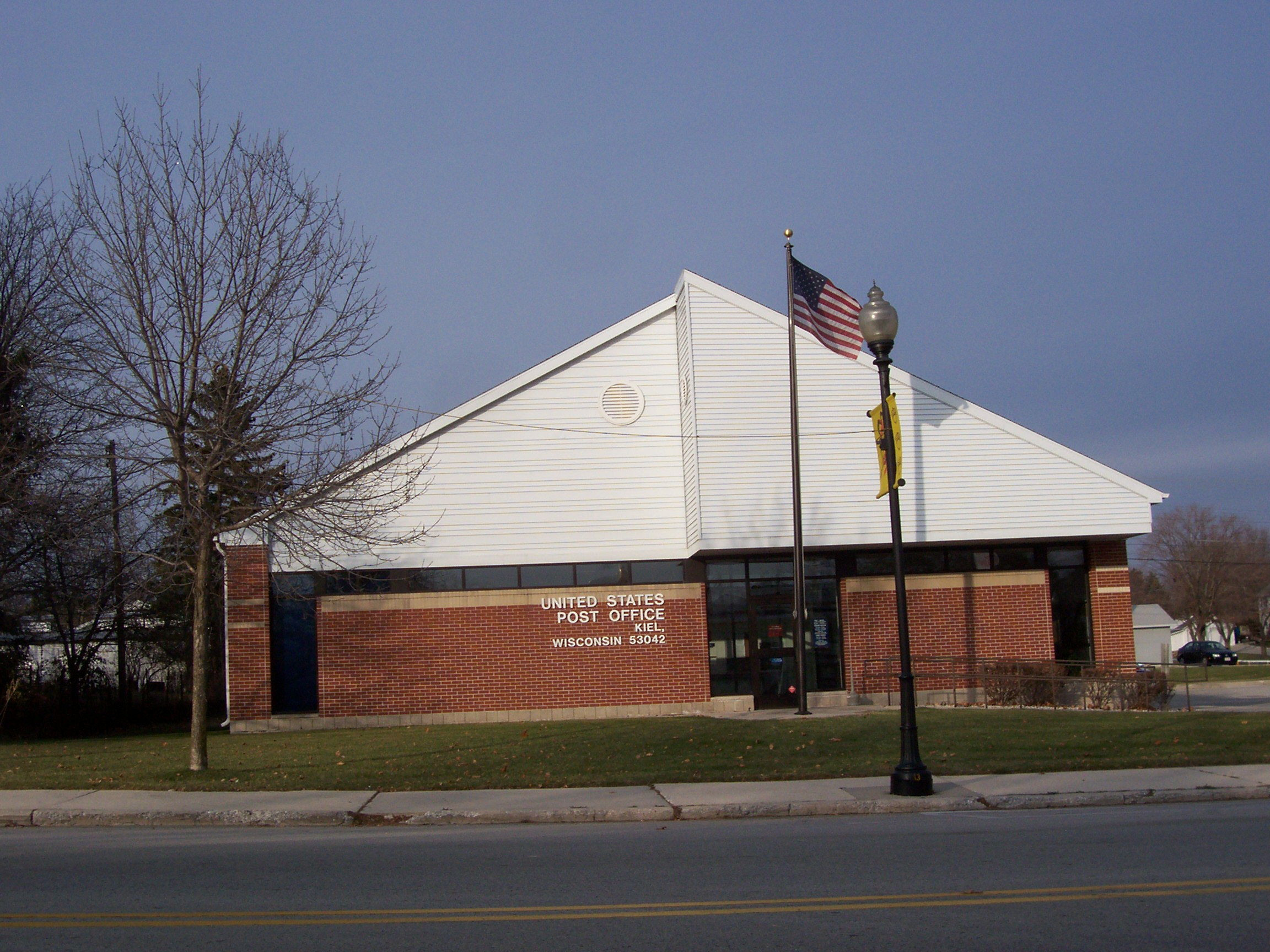
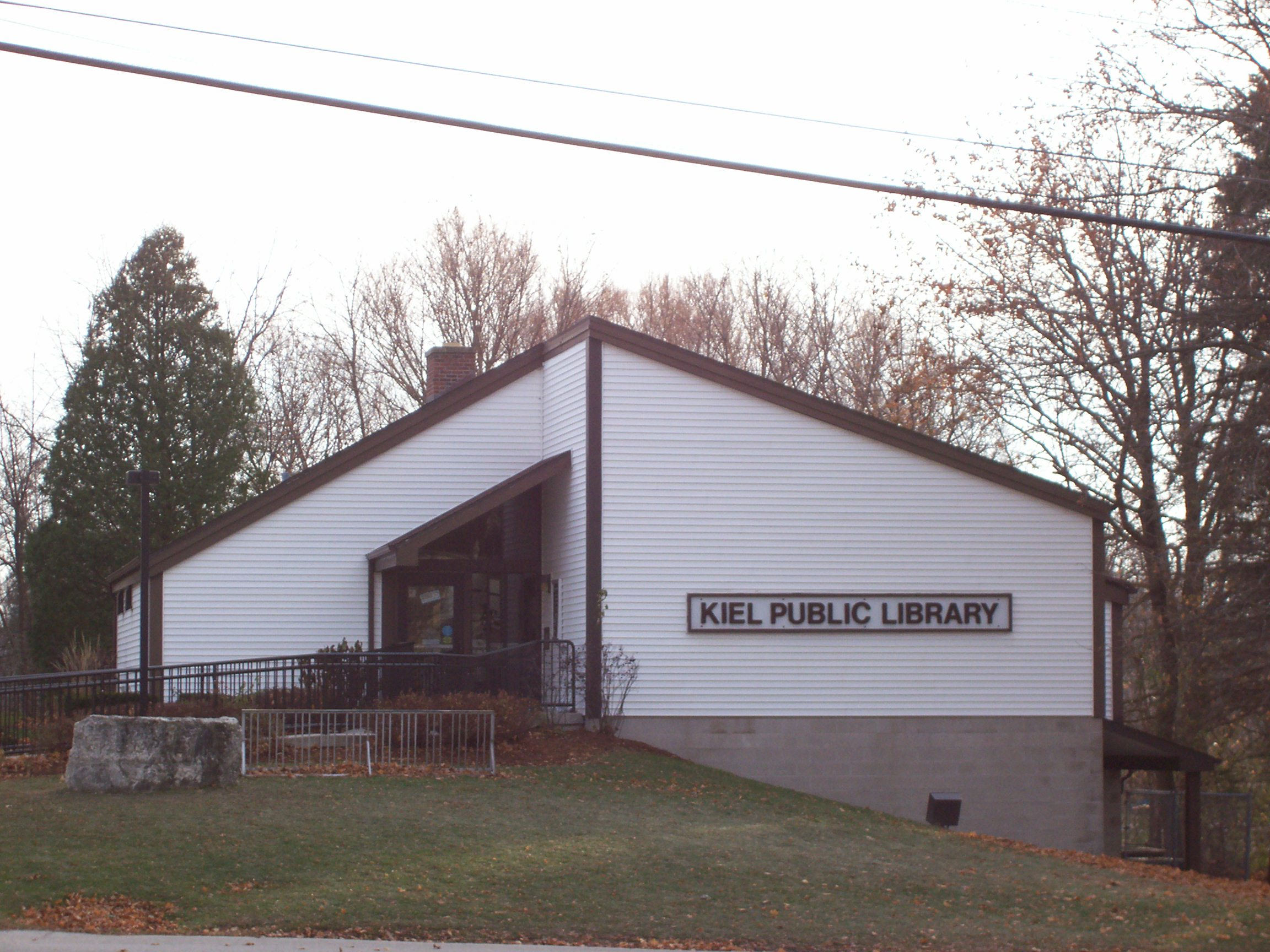